# Skullgirls
Skullgirls est un jeu de combat en 2D développé par Reverge Labs pour le PlayStation Network et le Xbox Live Arcade. Le jeu sera édité par Autumn Games et Konami et le jeu est sorti au début 2012.

## Histoire
Prenant place dans le royaume de Canopy, les personnages se battent pour le contrôle du mystérieux « Skull Heart », un artéfact pouvant exaucer les vœux moyennant certains sacrifices. La Skullgirl est un monstre qui terrorise l'humanité: le résultat de toutes les âmes impures ayant essayé d'utiliser le cœur.

## Système de jeu
Le jeu se joue sur 6 boutons à la manière d'un Street Fighter 4, soit 3 boutons pour les poings et 3 pour les pieds (petit, moyen et fort). Chaque joueur peut choisir la taille de son équipe, pouvant aller jusqu'à 3 personnages. Si les deux joueurs n'ont pas le même nombre de personnages dans leur équipe, un système de ratio automatique permet d'équilibrer le combat (agissant sur la vie et les dégâts). Chaque personnage dispose d'un jeu de coups qui lui est propre ainsi que de super coups qui peuvent être exécutés après avoir suffisamment chargé la barre de spécial. Lors d'un jeu en équipe, il est également possible de demander assistance à un des personnages qui n'est pas en train de combattre. Cette assistance peut être personnalisée en affectant n'importe quel coup du jeu de l'assistant (hors coups spéciaux).
Le jeu incorpore également quelques systèmes uniques comme la détection d'infinis, une simplification de certaines actions complexes, une protection contre les coups imblocables, etc.
En plus d'un mode histoire, versus et entrainement, le jeu sera jouable en ligne grâce au netcode GGPO.

## Personnages
8 personnages sont prévus pour la sortie du jeu : Filia, Cerebella, Peacock, Parasoul, Ms. Fortune, Painwheel, Valentine et Double. 6 autres personnages seront ajoutés par la suite en tant que personnages DLC dont 2 qui sont masculins, il s'agit de Squigly, Big Band, Fukua, Eliza, Beowulf et Robo-Fortune.

### Filia
Écolière amnésique ayant un parasite sur la tête du nom de Samson, Fillia est liée d'amitiée avec une jeune fille nommée Carol, celle-ci lui fit faire la rencontre d'un chien ayant un parasite sur le dos nommé Samson.

### Cerebella
Orpheline et artiste pour un cirque, elle travaille également pour la mafia. Elle possède un chapeau vivant lui servant d'arme, Vice-Versa, doté d'une puissante musculature.

### Peacock
Orpheline mutilée reconstruite lourdement armée par un laboratoire anti-Skullgirls, les dégâts sur son cerveau et son amour des dessins animés l'ont amenée à un comportement complètement psychotique.

### Parasoul
Princesse du royaume de Canopée et dirigeante de son armée, sa mère était une Skullgirls qui a presque détruit le monde. Tandis que sa sœur, Umbrella, est une petite fille agée de 11ans, sous la protection de la fameuse arme vivante, Hungern, n'a rien de spéciale .

### Ms. Fortune
Seule survivante d'un groupe de voleur ayant dérobé une mystérieuse gemme de vie, celle-ci lui permet de rester en vie malgré un corps morcelé.

### Painwheel
Carol est une jeune fille de 14 ans. Un jour, en rentrant de chez elle, elle fut capturée par Valentine, elle a servi de sujet d'expérimentation sur les parasites et le sang des Skullgirls, la transformant en véritable monstre. C'était une jeune fille magnifique.

### Valentine
Seule survivante d'un groupe nommé les "Last-Hope" qui faisait partie de l'élite anti-Skullgirls, ses motivations restent inconnues.

### Double
Prenant l'apparence d'une gentille nonne, Double est un monstre sans formes pouvant imiter les mouvements d'autres combattants.

### Umbrella
La 2ème princesse du royaume de Canopée, pour un si jeune âge, est une si jeune combattante, protégée par Hungern, le parapluie vivant doté d'une conscience . Hungern vien du mot "affamer" en germain, d'où son comportement destructeur et son envie "PRESSANTE" de dévorer les combattants adverses. Elle est cependant née le 17 Juillet (11ans)

### Squigly
Squigly est une jeune fille issue d'une famille presque parfaite. Sa mère, Elenne, une grande chanteuse d'opéra, en un jour de fête, a reçu un cadeau d'une étrange femme, le cadeau était en réalité le Skullheart (artéfact précieux). Leviathan, le fidèle dragon domestique de la famille a dû protéger et fusionner avec Squigly, sous ordre de son père, maintenant décédé. Squigly a dû malheureusement combattre, à mort, ses parents zombifiés par le Skullheart.

## Développement
Skullgirls commence par deux projets distincts. Le joueur Mike "Mike Z" Zaimont commence à travailler sur un moteur de jeu de combat pendant que l'artiste Alex Ahad commence à travailler sur un monde, une histoire et des personnages pour un jeu du même type. C'est un ami commun qui les rapproche et de ces deux projets émergea Skullgirls. Ils fondèrent par la suite une équipé avec Richard Wyckoff et Emil Dotchevski, les fondateurs de Reverge Labs, afin que le jeu puisse voir le jour sur nos consoles de salon.